# Venetische Sprache

Sprachgebiete im Italien des 6. Jahrhunderts v. Chr.

Die venetische Sprache war in der Antike bei den Venetern hauptsächlich im Hinterland der nördlichen Adria-Region in Gebrauch.
Überliefert ist das Venetische durch ca. 400 Inschriften, meist auf Stein- und Bronzegegenständen sowie auf Ton- und Bronzegefäßen (Situlen) aus der Zeit vom Ende des 7. bis zum 1. Jahrhundert v. Chr. Geschrieben wurde es in mehreren eigenständigen Varianten des etruskischen Alphabets – am wichtigsten sind die venetischen Alphabete von Este und Padua – und schließlich im Zuge der Romanisierung auch im lateinischen Alphabet. Das Verbreitungsgebiet der Inschriften reicht vom östlichen Norditalien zwischen den Flüssen Po und Etsch (bedeutendste Fundorte Este = latein. Ateste mit über 120 Inschriften, oberes Tal des Piave (Cadore) mit 66 Inschriften und Padova = latein. Padua mit 23 Inschriften) bis nach Slowenien (Istrien, hauptsächlich Flussgebiete des [italien.] Isonzo und [slowen.] der Soca, aber wohl auch auf Helm B von Ženjak-Negau) und in das Gailtal in Kärnten / Österreich. Es handelt sich überwiegend um kurze Inschriften auf Votivgegenständen oder im funerären Kontext. Nur eine erst seit 1992 zugängliche Inschrift auf einer zu einer Beinschiene umgearbeiteten Bronzetafel umfasst etwa 40 Wörter, die aber größtenteils bislang noch nicht gedeutet sind. Hans Kuhn brachte das Venetische als die Sprache eines Nordwestblockes ins Gespräch.
Linguisten, die venetische Inschriften bearbeitet oder ausgewertet haben, sind u. a. Giovan Battista Pellegrini, Aldo Luigi Prosdocimi, Michel Lejeune, Anna Marinetti, Franco Crevatin, Jürgen Untermann und Helmut Rix.
Ob das Venetische einen eigenständigen Zweig der indogermanischen Sprachfamilie darstellt oder besser mit dem Sabellischen und Latino-Faliskischen zu einer „italischen“ Unterfamilie des Indogermanischen zusammenzufassen ist (so Pierre Grimal), wird kontrovers diskutiert.
Einige interessante Parallelen zeigt das Venetische auch mit den germanischen Sprachen, z. B. in Pronominalformen:
venetisch: ego, Akkusativ mego
gotisch: ik, mik
deutsch: ich, mich
(lateinisch: ego, me)
venetisch: sselboi sselboi
althochdeutsch: selb selbo
deutsch: sich selber
(lateinisch: sibi ipsi)
(Pokorny 1959: 708–709, 882–884)
In der Vergangenheit wurde auch versucht, das Venetische mit dem Illyrischen zu verbinden. Diese Hypothese ist mittlerweile jedoch aufgegeben.
In neuerer Zeit wird das Venetische herangezogen, um Ortsnamen unbekannter Herkunft zu analysieren. Dabei geht es weniger um die ganzheitliche Erklärung von Ortsnamen (dazu ist der bekannte Wortschatz zu gering), als vielmehr um das Vergleichen von Morphemen und Lautfolgen. In Nordtirol gibt es einige Ortsnamen, die das indogermanische O beibehalten haben, welches im Rätischen zu einem U gehoben worden wäre. Hier könnte in der venetischen Sprache eine Antwort zu finden sein.

## Schrift
Nur die jüngsten venetischen Texte sind in lateinischer Schrift verfasst. Für die anderen Texte wurde das venetische Alphabet benutzt. Es wurde im 6. Jahrhundert von einem nordetruskischen Alphabet abgeleitet. Die Lesung einiger Buchstaben ist nicht gesichert und wird unterschiedlich gehandhabt, z. B. donasto oder zonasto.

## Punktierung
Bei der venetischen Schrift wurde die etruskische Silbentrennung durch Punkte in eigenartiger Weise umgestaltet. Anlautende Vokale vor Konsonanten, die zweiten Vokale von Diphthongen sowie Konsonanten im Silbenauslaut wurden zwischen zwei Punkte gesetzt. Beispiele: .A.RIINU.S, ŚA.I.NATE.I., DONA.S.TO. Dadurch wurde die Lesbarkeit der ansonsten ohne Worttrenner oder Wortzwischenraum geschriebenen Texte wesentlich erleichtert.
Ein Beispiel für einen punktierten Text: MEGODONA.S.TOVO.L.TIIOMNO.S.IIUVA.N.T.S.A.RIIUN.S.ŚA.I.NATE.I.RE.I.TIIA.I
lateinisch; me donavit Voltiomnus Iuvantius Ariunios Sainatae Reitiae, deutsch: mich schenkte Voltiomnos Iuvantios der (Göttin) Sainatis Reitia (Ernst Kausen, Seite 430)

## Textbeispiele
Inschrift an einem Bronzenagel aus Este (Es 45):
- venetisch: mego donasto śainatei reitiiai porai egetora aimoi ke louderobos
- lateinisch (wortwörtlich): me donavit sanatrici Reitiae bonae (??) Egetora pro Aemo que liberis
- deutsch: Egetora spendete mich der guten (??) heilenden (??) Reitia für Aemus und die Kinder

(Prosdocimi und Pellegrini 1967: 149–150)
Inschrift an einer Situla aus Cadore (Ca 4 Valle):
- venetisch: eik goltanos doto louderai kanei
- lateinisch (wortwörtlich): hic Goltanus dedit Liberae Cani
- deutsch: Goltanus spendete dies der Jungfrau Kanis

(Prosdocimi in Pellegrini 1967: 464–468)